# جهش به پوچی
جهش به پوچی (اسپانیایی: Salto al vacío‎) یک فیلم درام اسپانیایی به کارگردانی دانیل کالپارسورو است که در سال ۱۹۹۵ منتشر شد. از بازیگران این فیلم می‌توان به نایوا نیمری، کارا اِلخالده، چما بلاسکو و ماریبی بیلبائو اشاره کرد.
این فیلم در جشنواره فیلم استکهلم نامزد دریافت «اسب برنزی» بود و در سال ۱۹۹۵ به‌عنوان «بهترین فیلم» جشنواره سینمایی بوگوتا انتخاب شد.